# Braniștea (gmina)
Braniștea – gmina w Rumunii, w okręgu Dymbowica.
W skład gminy wchodzą 3 miejscowości: Braniștea, Dâmbovicioara i Săvești. Według stanu na rok 2011 liczyła 4398 mieszkańców, zaś w roku 2021 jej liczebność wynosiła 3790 mieszkańców.